# Вроцлавско-Кошалинская епархия УГКЦ
Вроцлавско-Кошалинская епархия (укр. Вроцлавсько-Кошалінська єпархія, пол. Eparchia wrocławsko-koszalińska, лат. Eparchia Vratislaviensis-Coslinensis Ucrainorum) — епархия Перемышльско-Варшавской митрополии Украинской грекокатолической церкви с кафедрой в городе Вроцлаве, Польша. Кафедральным собором Вроцлавско-Кошалинской епархии является церковь Святых Винсента и Иакова во Вроцлаве. В Кошалине находится сокафедральный собор Успения Пресвятой Богородицы. Епархия входит в Перемышльско-Варшавскую митрополию УГКЦ.

## История

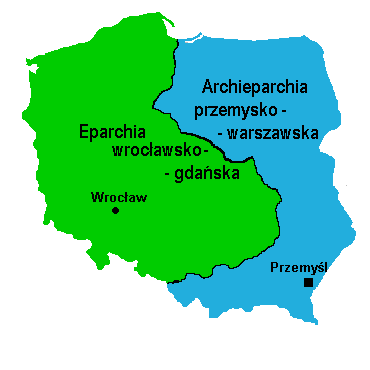
Территория, которую занимала Вроцлавско-Гданьская епархия (зелёный цвет)

24 мая 1996 года Папа Римский Иоанн Павел II издал буллу Ecclesia catholica, которой учредил Вроцлавско-Гданьскую епархию, выделив её из Перемышльско-Варшавской архиепархии УГКЦ. Епархия распространяла свою юрисдикцию на территорию Польши, расположенную на левом берегу реки Вислы, за исключением городов на обоих берегах реки, которые полностью принадлежали Перемышльско-Варшавской архиепархии.
25 ноября 2020 года Папа Римский Франциск произвёл реорганизацию епархиальных структур УГКЦ в Польше, в результате которой Вроцлавско-Гданьская епархия передала часть своей территории для новой Ольштынско-Гданьской епархии УГКЦ на севере и для Перемышльско-Варшавской архиепархии, в центре и на юге Польши. При этом сама Вроцлавско-Гданьская епархия была переименована во Вроцлавско-Кошалинскую. Территория Вроцлавско-Кошалинской епархии УГКЦ совпадает с границами латинских митрополий: Вроцлавской, Познанской, Щецинско-Каменьской, Гнезненской, Катовицкой и Ченстоховской (без Радомского диоцеза).
6 февраля 2023 года Вроцлавско-Кошальская епархия, а также вся Перемышльско-Варшавская митрополия, принимая во внимание предыдущее решение УГКЦ на Украине и мнение Делегатов объединенного Епархиального Совета в Поршевицах в июне 2022 года, было принято решение перейти на новоюлианский календарь с 1 сентября 2023 года.

## Деканаты

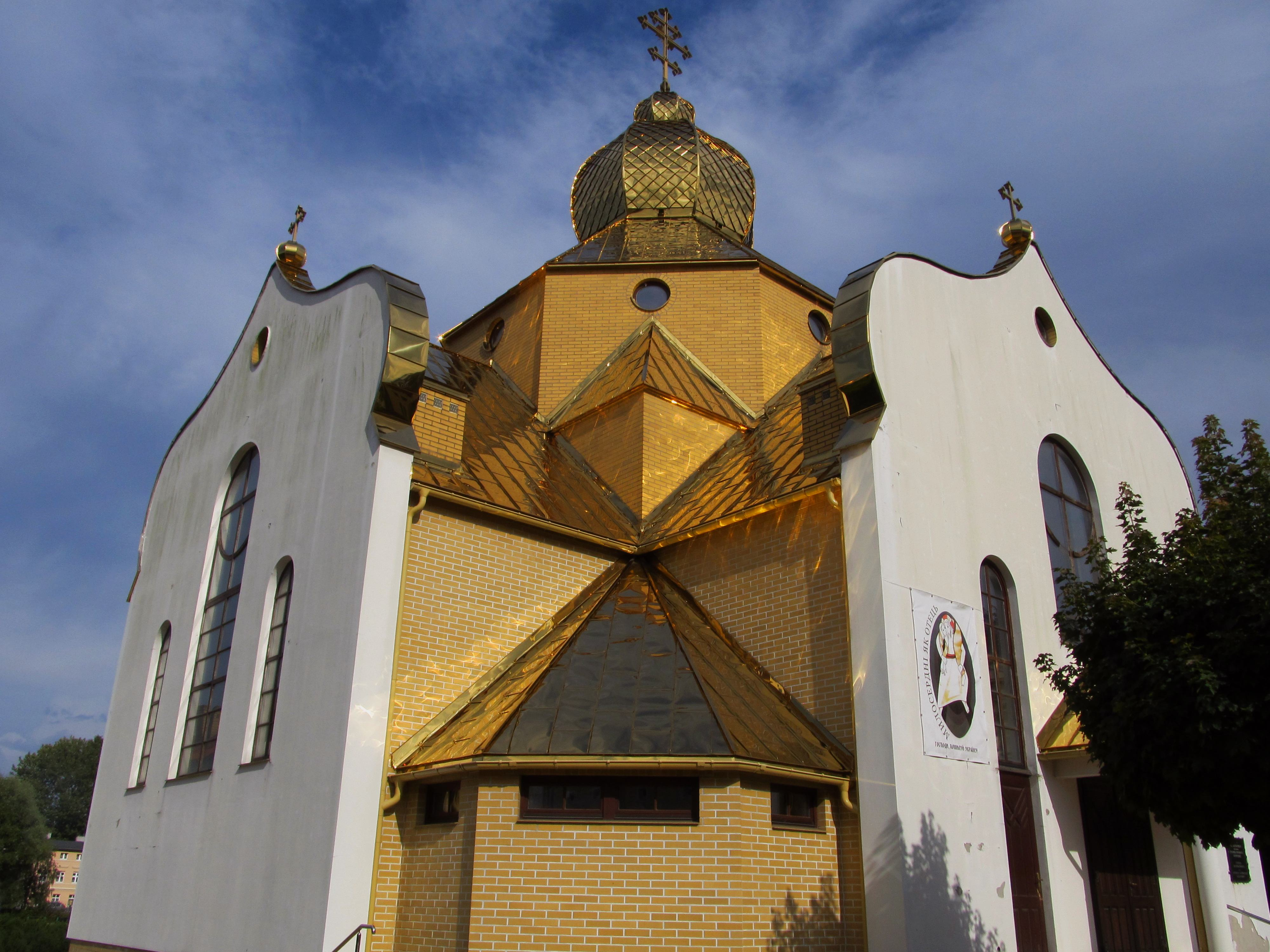
Сокафедральный собор в Кошалине

Вроцлавско-Кошалинская епархия УГКЦ разделена на 7 протопресвитератов (деканатов): вроцлавский, зеленогурский, катовицкий, кошалинский, легницкий, познанский и слупский.

## Епископы
- 24 мая 1996 — 9 мая 1998 — Теодор Майкович
- с 24 апреля 1999 года — Владимир Ющак

## Статистика
По состоянию на 2017 год епархия насчитывала 25 000 верующих, 36 священников (в том числе 1 иеромонаха), 56 приходов, 1 монаха и 8 монахинь.
| год  | население | население | население | священники | священники        | священники         | священники                           | постоянные диаконы | монахи  | монахи  | приходы |
| год  | католики  | всего     | %         | всего      | белое духовенство | черное духовенство | число католиков на одного священника | постоянные диаконы | мужчины | женщины | приходы |
| ---- | --------- | --------- | --------- | ---------- | ----------------- | ------------------ | ------------------------------------ | ------------------ | ------- | ------- | ------- |
| 1999 | 53.000    | ?         | ?         | 26         | 26                |                    | 2.038                                |                    |         | 2       | 29      |
| 2000 | 53.000    | ?         | ?         | 26         | 24                | 2                  | 2.038                                |                    | 2       | 13      | 53      |
| 2001 | 53.000    | ?         | ?         | 28         | 26                | 2                  | 1.892                                |                    | 2       | 13      | 53      |
| 2002 | 53.000    | ?         | ?         | 32         | 29                | 3                  | 1.656                                |                    | 3       | 13      | 54      |
| 2003 | 50.000    | ?         | ?         | 31         | 28                | 3                  | 1.612                                |                    | 3       | 15      | 58      |
| 2004 | 50.000    | ?         | ?         | 28         | 25                | 3                  | 1.785                                |                    | 3       | 14      | 57      |
| 2009 | 25.000    | ?         | ?         | 32         | 30                | 2                  | 781                                  |                    | 2       | 16      | 57      |
| 2010 | 25.000    | ?         | ?         | 32         | 30                | 2                  | 781                                  |                    | 2       | 16      | 57      |
| 2014 | 25.000    | ?         | ?         | 31         | 30                | 1                  | 806                                  |                    | 1       | 12      | 55      |
| 2017 | 25.000    | ?         | ?         | 36         | 35                | 1                  | 694                                  |                    | 1       | 8       | 56      |